# Supermarine Nighthawk
El Supermarine Nighthawk o P.B.31E fue un avión británico de la Primera Guerra Mundial, diseñado por Noel Pemberton Billing y construido en Woolston, Southampton, después de que la compañía de Pemberton Billing se convirtiera en Supermarine Aviation Works Ltd. El P.B.31E, al igual que su predecesor el P.B.29 "Battle Plane", era un caza nocturno antizepelín. Era operado por una tripulación de tres a cinco personas y estaba diseñado para volar entre 9 y 18 horas. El prototipo del P.B.31E voló en febrero de 1917. Se volvió rápidamente obsoleto cuando se descubrió que los zepelines podían destruirse más fácilmente encendiendo sus bolsas de hidrógeno con balas explosivas. Sólo se construyó un prototipo del avión.

## Diseño y desarrollo

### Antecedentes

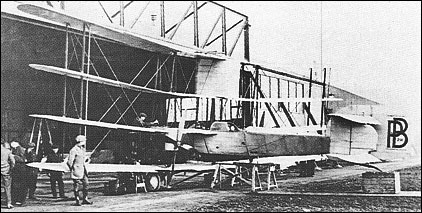
El Pemberton Billing P.B.29 en NRAS Chingford en 1916.

El Nighthawk fue desarrollado para contrarrestar la amenaza de los bombardeos de los zepelines alemanes contra el Reino Unido durante la Primera Guerra Mundial. En 1916, el miembro del Parlamento británico y aviador Noel Pemberton Billing publicó Air War: How To Wage It, que incluía la promoción del uso de aviones como medida defensiva contra los zepelines. Escribió:

Cada aeronave debe llevar también un reflector alimentado independientemente de los motores. Debe alcanzar una velocidad mínima de 130 km/h para adelantar a los dirigibles. Debe poder transportar combustible para 12 horas de crucero a baja velocidad para poder perseguir a un dirigible hasta la costa. Debe poder ascender a 3000 m en no más de 20 minutos. Los motores deben estar silenciados. Los pilotos deben tener un arco de tiro despejado por encima, por delante y por debajo. Cualquier diseñador de aviones competente puede cumplir con todos los requisitos anteriores.
Air War: How To Wage It (1916)

El Gobierno británico le pidió a Pemberton Billing, propietario de la empresa de pequeños aviones con sede en Woolston, Southampton, que diseñara y construyera un avión lento capaz de atacar a un zepelín en vuelo. Respondió a la petición diseñando personalmente un avión cuatriplano según las recomendaciones de Air War: How To Wage It, que fue designado como P.B.29E. La configuración cuatriplano fue necesaria porque la superficie alar debía ser lo suficientemente grande como para elevar el avión a la misma altitud de un Zeppelin. Tenía dos cabinas (delante y detrás de las alas) que tenían controles duales, así como un plano de cola y tres timones. Las dos hélices estaban movidas por motores Austro-Daimler de 67 kW (90 hp). Un miembro de la tripulación, armado con una ametralladora Lewis, se encontraba en una posición cerrada encima de la tercera ala.
El P.B.29E fue entregado a la estación del Real Servicio Aéreo Naval (RNAS) en Chingford, Essex, donde fue sometido a pruebas el 1 de enero de 1916 y recibió un informe algo crítico. Poco después de finalizar las pruebas del RNAS, el avión se estrelló accidentalmente en Chingford. Después de ser dado de baja, los restos fueron devueltos a Woolston. El RNAS consideró que el diseño del P.B.29E era lo suficientemente bueno como para seguir desarrollándolo y encargó construir dos máquinas mejoradas.

### Diseño

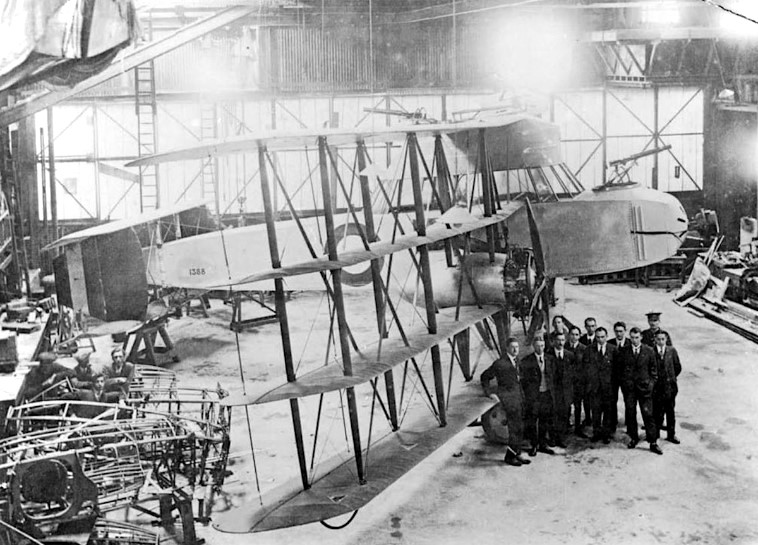
El P.B.31E en las instalaciones de Supermarine en Woolston, Southampton. R.J. Mitchell, que sucedería al diseñador jefe de la compañía, ocupa el cuarto lugar desde la izquierda.

La versión mejorada del P.B.29E fue llamada P.B.31E. Los planos del nuevo avión, que datan de julio a noviembre de 1916, tienen las iniciales de Reginald Mitchell, que se convirtió en su diseñador jefe. Mitchell es más conocido por diseñar hidroaviones de carreras como el Supermarine S.6B y por liderar el equipo que diseñó el Supermarine Spitfire.
El P.B.31E incorporó las alas cuatriplano y el plano de cola de su predecesor. Estaba propulsado por dos motores radiales Anzani de 9 cilindros de 75 kW (100 hp). Fue diseñado para realizar vuelos de larga duración, con patrullas que se realizaban a baja velocidad mientras se perseguía un zepelín. Poseía un reflector flexible montado en el morro para detectar aviones enemigos. Un cañón Davis de libra y media (37 mm) estaba montado sobre el ala superior con 20 proyectiles, y llevaba dos ametralladoras Lewis de 7,7 mm. La potencia para el reflector era proporcionada por un generador propulsado por un motor de gasolina independiente fabricado por ABC Motors, posiblemente el primer ejemplo de una unidad de potencia auxiliar aerotransportada reconocible. La comodidad de la tripulación fue considerada en el diseño; la cabina estaba cerrada y calefactada, y se proporcionaron dormitorios en forma de literas. El Almirantazgo encargó dos aviones de este modelo, pero sólo se construyó el número 1388.

## Historia operacional

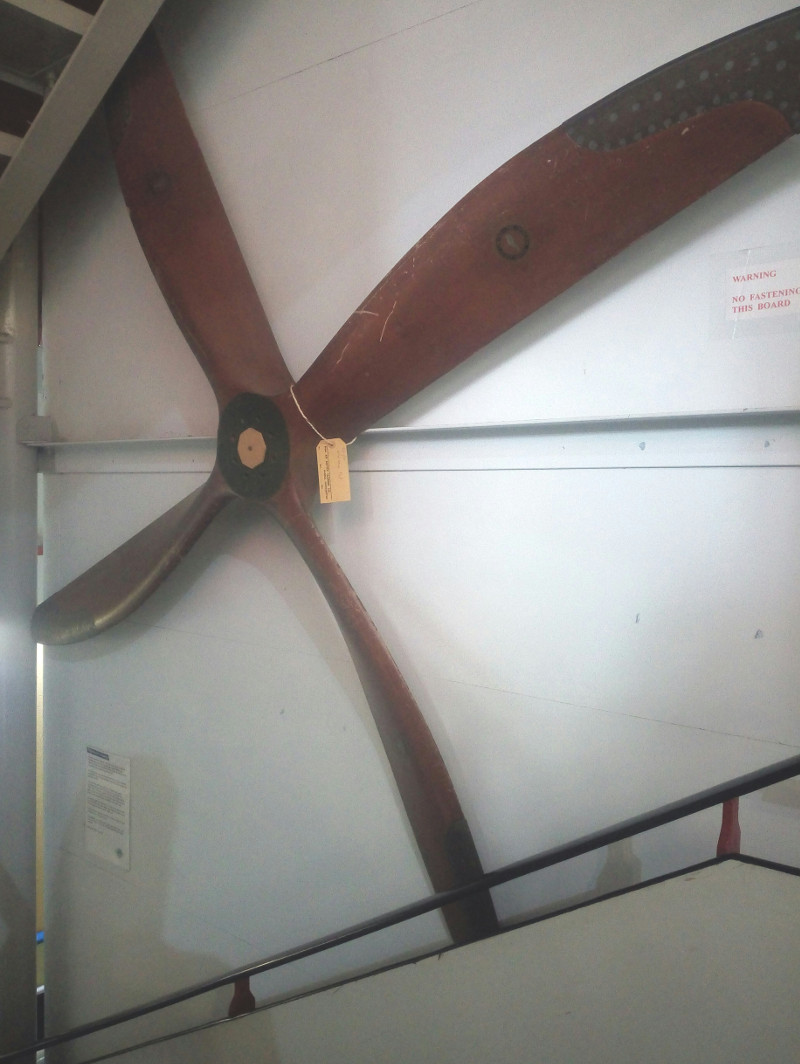
La hélice del Nighthawk en el Solent Sky.

El Nighthawk (como fue conocido) voló por primera vez en febrero de 1917, ocho meses después de que Pemberton Billing Ltd. fuera vendida al aviador y empresario Hubert Scott-Paine y rebautizada como Supermarine Aviation Works Ltd. El avión fue probado por el piloto de pruebas estadounidense Clifford B. Prodger. Durante las pruebas en Eastchurch, Kent, Prodger logró alcanzar una velocidad de 121 km/h y alcanzó una velocidad de aterrizaje de 56 km/h.
La falta de potencia del Nighthawk significaba que se necesitaba una hora para alcanzar una altitud de 3000 m (10 000 pies). Finalmente se volvió obsoleto cuando se descubrió que los zepelines podían destruirse utilizando balas explosivas disparadas desde un avión menos armado, lo que causaba que las bolsas de hidrógeno ricas en oxígeno se encendieran. El Nighthawk fue desguazado en julio de 1917. Una de las hélices del avión se conserva en el Solent Sky, un museo de aviación en Southampton.

## Especificaciones
Referencia datos: The British Fighter since 1912

### Características generales
- Tripulación: Cuatro (2 pilotos, 2 artilleros)
- Longitud: 11,3 m (37 ft)
- Envergadura: 18,3 m (60 ft)
- Altura: 5,4 m (17,7 ft)
- Superficie alar: 89,4 m² (962,3 ft²)
- Peso vacío: 1668 kg (3676,3 lb)
- Peso cargado: 2788 kg (6144,8 lb)
- Planta motriz: 2× motor radial de 9 cilindros refrigerado por aire Anzani 9.
  - Potencia: 75 kW (103 HP; 102 CV) cada uno.
- Hélices: 1× de cuatro palas de paso fijo por motor.

### Rendimiento
- Velocidad máxima operativa (Vno): 121 km/h (75 MPH; 65 kt)
- Alcance: 9 h (normal; 18 h máximo)
- Tiempo a altitud: 60 min para 3048 m (10 000 pies)

### Armamento
- Ametralladoras: 

  - 2x Lewis de 7,7 mm (una encima del ala superior, otra en el morro)

- Cañones: 

  - 1x Davis de 1½-pdr (37 mm)